# Ufficiale elettorale
L'ufficiale elettorale  nell'ordinamento italiano è l'organo del comune preposto all'ufficio elettorale. Coincide con la commissione elettorale comunale, che deve essere presente in ogni comune (art. 4-bis del D.P.R. 20 marzo 1967 n. 223).
La disciplina vigente sull'ufficiale elettorale è contenuta nel Titolo II del D.P.R. 20 marzo 1967, n. 223 (Approvazione del testo unico delle leggi per la disciplina dell'elettorato attivo e per la tenuta e la revisione delle liste elettorali).

## Commissione elettorale
La commissione elettorale è eletta dal consiglio comunale nel proprio seno, in modo che sia rappresentata anche la minoranza, e rimane in carica fino all'insediamento di quella eletta dal nuovo consiglio. È composta dal sindaco o chi lo sostituisce (vicesindaco, assessore anziano, commissario prefettizio), che la presiede, e da:
- tre componenti effettivi e tre supplenti nei comuni al cui consiglio sono assegnati fino a cinquanta consiglieri;
- otto componenti effettivi e otto supplenti negli altri comuni.

La legge 24 dicembre 2007 n. 244 (legge finanziaria 2008) ha stabilito che nei comuni con popolazione inferiore a 15 000 abitanti la commissione elettorale può delegare e revocare le funzioni di ufficiale elettorale al segretario comunale o ad un funzionario del comune. Ogni delegazione e revoca deve essere approvata dal prefetto.

## Funzioni
Funzione principale della commissione elettorale è la tenuta e aggiornamento delle liste elettorali. In esse sono iscritti i cittadini che possiedono i requisiti per essere elettori e non sono incorsi nella perdita definitiva o temporanea del diritto elettorale attivo. L'iscrizione avviene:
- d'ufficio,  per gli elettori compresi nell'anagrafe della popolazione residente nel comune o nell'anagrafe degli italiani residenti all'estero;
- su richiesta, per gli elettori residenti all'estero nati nel comune.

La commissione elettorale nomina, inoltre, gli scrutatori di seggio.